# Secret Invasion
Pour la série télévisée, voir Secret Invasion (série télévisée).
Secret Invasion est un crossover de comic books publié par la maison d'édition Marvel Comics en 2008. Il s'inscrit dans la continuité fictionnelle de l'univers Marvel.
Evénements majeurs de l'univers Marvel, Secret Invasion est le point culminant de plusieurs intrigues dont certaines ont débuté en 2004. Cette mini-série de huit numéros, auxquels s'adjoignent plusieurs dizaines de titres associés, raconte l'invasion de la Terre par les Skrulls, un peuple de métamorphes extraterrestres qui ont secrètement remplacé plusieurs super-héros de l'univers Marvel par des imposteurs au cours du temps, avant le déclenchement de l'invasion, et met en scène la plupart des équipes emblématiques des super-héros Marvel : les New Avengers, les Mighty Avengers, les Fantastic Four, les X-Men, etc.
Le slogan promotionnel de Marvel de cet événement est « À qui faites-vous confiance ? »

## Historique de la publication
Secret Invasion est un projet planifié par Marvel Comics depuis quelques années et approuvé au moment de la publication de Avengers Disassembled. Le premier indice concret de la présence de l'invasion se situe dans les pages de New Avengers #1, tandis que des allusions peuvent être trouvées dans le quatrième de couverture de l'un des volumes de Secret Wars.
Pour Bendis, il est étrange que l'on ait toujours présenté les Skrulls, êtres pourtant capables de mimétisme morphologique, comme des envahisseurs avec des armes lasers et des vaisseaux spatiaux. S'inspirant de la façon dont Star Trek a converti les Klingons, ou dont le nouveau Battlestar Galactica a transformé les Cylons, l'auteur s'est attaché à représenter les Skrulls en une menace plus sérieuse.
Après plusieurs années où l'essentiel des intrigues au sein de l'univers Marvel se basait sur la division, la confrontation et la suspicion de la communauté super-héroïque — Avengers Disassembled, Secret War, House of M, Civil War et Messiah Complex —, Secret Invasion est le point culminant de cette période, avec une paranoïa poussée à l'extrême et la perte de confiance entre héros.
Toutefois, toujours selon Bendis, cette histoire dispose également des potentialités pour réunifier de nouveau tout le monde. Brian Bendis explique dans une interview que les Skrulls ont été inventés à une époque où la Guerre froide était un composant important de l'univers Marvel. Dans l'Amérique de l'après-11 septembre, l'heure est à la paranoïa face à un ennemi invisible.

## Résumé

### L’infiltration de la Terre par les Skrulls

#### La capture des Illuminati
À la fin de la guerre Kree-Skrull, dont la Terre fut l'un des principaux champs de bataille, un groupe de héros parmi les plus influents de la Terre, les Illuminati (composés de Red Richards, Iron Man, Flèche Noire, Charles Xavier, Namor et le Dr Strange) décident de se rendre directement sur Satriani, une planète de l'empire Skrull pour avertir le roi Dorrek que toute nouvelle tentative d'invasion de la Terre entrainerait une riposte immédiate de tous les super-héros coalisés. Face à la détermination réaffirmée du roi Skrull d'intégrer la Terre à son empire et d'exterminer tous les humains, Flèche Noire détruit le vaisseau sur lequel se trouve le roi. Capturés par les Skrulls après une tentative de fuite, chaque membre des Illuminati est soumis à des expérimentations destinées à étudier leurs pouvoirs. Les Illuminati parviennent finalement à s'échapper, mais le roi Skrull, désormais en possession du secret de leurs pouvoirs, commanda à ses prêtres scientifiques de commencer le travail de clonage.

#### La prophétie
Le passage 11 du Livre des Mondes contient la prophétie suivante: Une vague de destruction, le Vide. Et du Vide, tu pourras étendre ton bras et obtenir ce qui a besoin de toi. Ainsi uniquement s'ouvriront pour toi et tes frères les portes du Paradis. Ce passage montre que la conquête de la Terre ne se base pas uniquement sur des motifs d'impérialisme traditionnel, mais se fonde sur des motivations religieuses profondes qui porte les Skrulls à croire que la Terre fait déjà partie de leur empire.
Ces motivations religieuses créent une division au sein des Skrulls entre les partisans du roi Dorrek, qui est en faveur d'une approche scientifique de l'invasion, et les partisans de la princesse Veranke, persuadée qu'il faut écouter les prophètes et les écritures pour assurer la survie de l'empire Skrull. Sentant son autorité menacée, Dorrek fait exiler la princesse Veranke sur une planète abandonnée. Mais l'instabilité psychologique du roi Dorrek, qui ne peut s’empêcher de s'en prendre aux clones de Reed Richards, nuit au travail de ses prêtres scientifiques. Mal dirigé, l'empire Skrull continue de décliner et se montre incapable empêcher Galactus d'exterminer le Monde-Trône des années après, comme l'annonçait la prophétie. Les Skrulls se tournent alors vers la princesse Veranke, qu'ils ramènent d'exil sur la planète Skrull Satriani pour diriger ce qu'il reste du peuple.

#### La planification de l'infiltration
La défaite contre les Kree, l'escarmouche des Illuminati, la disparition de leur planète d'origine, dévorée par Galactus et la vague d'Annihilation sont autant d'évènements qui ont contribué à radicalement modifier la manière dont agit l'empire Skrull. L'ensemble de ces évènements était annoncé dans une suite de prophéties, ensemble de croyances qui appartenaient au début à certaines sectes et qui se sont généralisées à l'ensemble des Skrulls avec la prise de pouvoir de la princesse Veranke. Cette dernière, totalement convaincue de la véracité de la prophétie, décide faire désormais précéder l'invasion ouverte de la Terre par une phase d'infiltration secrète.
Pour mener à bien l'invasion ouverte de la Terre, les plus grands scientifiques skrulls, prêtres de la magie et de la physique, donnent naissance à un prototype de nouveau Super-Skrull. Ces scientifiques sont désormais capable de combiner la puissance physique des meilleurs guerriers skrulls avec les pouvoirs des Illuminati ou des mutants en les ajoutant et en les mélangeant à volonté.
Dans le même temps, les prêtres scientifiques skrulls mettent au point un moyen d'introduire parmi les humains des Skrulls métamorphes impossibles à détecter. Dans le cadre de la phase d'invasion secrète, ils commencent à sélectionner des surhumains mystérieux, qu'ils remplacent par des Skrulls ayant pris leur apparence. Les prêtres scientifiques présentent à la princesse Veranke une Skrull ayant déjà infiltré la Terre en subtilisant la place et l'identité d'Elektra. Approuvant ce plan, Veranke décide de diriger elle-même les opérations d'infiltration sur le terrain en prenant l'identité de Jessica Drew, Spider-Woman.

#### Le déroulement de l'infiltration
Quelque temps avant la formation des Nouveaux Vengeurs, la véritable Jessica Drew est approchée par l'organisation terroriste Hydra. Cette dernière lui propose de lui rendre ses pouvoirs perdues si elle accepte de devenir une espionne infiltrée au sein du SHIELD. Sur demande de Nick Fury, le directeur du SHIELD, elle accepte cette proposition dans le but de devenir secrètement un agent double au sein d'Hydra pour le compte du SHIELD. Mais Jessica Drew est enlevée par une cellule skrull infiltrée au sein d'Hydra et remplacée par la princesse Veranke qui subtilise son identité.
Regroupant l'ensemble des Skrulls infiltrés sur Terre, la princesse Veranke donne trois cibles à la phase d'infiltration : 
- les mines de vibranium, qui produisent des armes contre lesquelles l'Empire skrulll n'a pas de parade. Ces mines sont situées en Terre Sauvage et au Wakanda. La princesse Veranke décide de créer une faction skrull, qui se fera passer pour une branche corrompue du SHIELD pour détruire les mines. En cas d'échec de cette opération, cela entrainera malgré tout une perte de confiance vis-à-vis de l'intégrité du SHIELD ;
- la communauté mutante, très nombreuse, qui représente une très grande menace lorsque l'invasion ouverte sera déclenchée. De plus, la princesse Veranke craint qu'un nouveau mutant développe le pouvoir de les démasquer. Veranke veut s'appuyer sur le racisme des humains vis-à-vis des mutants pour les pousser à commettre des crimes dans le but de faire le plus de victimes mutantes possible ;
- les super-héros, qui sont la plus solide défense de la Terre face à une invasion extra-terrestre. La princesse Veranke veut diviser les héros en alimentant la méfiance, la paranoïa et la haine dans le but de neutraliser les plus puissants[8].

En tant que Spider-Woman, Veranke décide d'infiltrer les héros pour commencer à les diviser. Les Skrulls sous la forme d'Elektra embauchent Electro pour qu'il déclenche une gigantesque évasion au sein du Raft, le bâtiment le plus sécurité de la prison de Ryker's Island, où sont détenus les plus puissants super-criminels,. Le but de cette opération est de discréditer le SHIELD en l'accusant de corruption et d'en profiter pour remplacer par des Skrulls les agents du SHIELD morts lors de l'évasion. Néanmoins, l'évasion a pour conséquence inattendue de reformer les Vengeurs, désormais appelés les Nouveaux Vengeurs. Veranke intègre l'équipe sous l'identité de Spider-Woman pour espionner les héros et être en mesure de les éliminer à tout moment,. La Skrull Criti Noll remplaçant Henry Pym découvre qu'Ultron a trouvé une faille dans la sécurité logicielle de Stark et elle donne à la Guêpe un sérum piégé.
Face à la menace que représente Wanda Maximoff, les Nouveaux Vengeurs partent pour l'île de Genosha. Devenue folle, elle modifie la réalité et construit un nouveau monde, House of M, dans lequel les mutants sont l'espèce dominante sur Terre,. La Maison M est le contraire de ce que l'invasion Skrull prévoyait. Au lieu de réduire le nombre de mutants sur Terre, ils sont désormais omniprésents. Mais la domination des humains par les mutants est acceptée car tous leurs désirs sont comblés. Cette situation renforce optimisme de la princesse Veranke, persuadée que les humains se soumettront tout aussi docilement à la domination skrull. Au terme de l'affrontement final entre les super-héros et Wanda Maximoff, cette dernière restaure la réalité mais supprime quasi totalement l'existence mutante sur terre. La population mutante n'est désormais plus un obstacle à l'invasion skrull.
Le dernier obstacle à l'invasion skrull reste la communauté des super-héros, dont le plan est de les diviser pour les neutraliser. Cet obstacle se règle lors de l'événement Civil War. Après plusieurs incidents impliquant des super-héros, l'opinion publique réclame un encadrement juridique des individus dotés de super pouvoirs. Sous la direction de Tony Stark, le gouvernement publie la loi de recensement des super-humains. Cette loi oblige tout super-humain à se faire recenser, révéler son identité secrète aux autorités, suivre une formation appropriée, et travailler aux ordres du gouvernement. S'ils ne se plient pas à cette loi, ils seront arrêtés et placés en détention dans des prisons prévues afin d'accueillir les super-héros entrés dans l'illégalité. Deux camps se forment et s'affrontent : le camp d'Iron Man, favorable à la loi et le camp de Captain America, qui s'y oppose. La guerre se solde par la victoire du camp d'Iron Man et par la mort de Captain America. Une poignée de super-héros (Luke Cage, Wolverine, Dr. Strange, Spider-Man, Iron Fist, Clint Barton et Veranke/Spider-Woman) entre dans la clandestinité et continue de lutter contre Iron Man.

### Secret Invasion

#### Infiltration
L'infiltration Skrull de la Terre est détectée pour la première fois lors de la découverte de la véritable identité d'Elektra, tuée par Echo lors d'un affrontement entre les Nouveaux Vengeurs et la Main. Lors de sa mort, la Skrull a repris son apparence originelle, révélant ainsi aux héros une présence Skrull sur Terre. Cette découverte pousse la méfiance entre les Vengeurs à son maximum, chacun soupçonnant les autres d'être un Skrull déguisé. L'équipe se divise sur la stratégie à adopter après cette découverte. Veranke/Spider-Woman souhaite apporter le corps à Tony Stark, nouveau dirigeant du SHIELD et des Puissants Vengeurs, pour l'avertir de la présence skrull. Mais les autres, notamment Luke Cage, s'opposent à cette idée, soupçonnant Stark d'être lui aussi un Skrull. Abandonnant son équipe, Spider-Woman emmène le corps de la Skrull chez Iron Man et rejoint les Puissants Vengeurs. 
Après la visite de Jessica Drew, Tony Stark réunit les Illuminati (Charles Xavier, Flèche Noire, Mr. Fantastic, Namor et le Dr. Strange) pour leur parler de la découverte du Skrull et de la potentielle invasion. La principale interrogation des héros porte sur le fait que la Skrull ait été totalement indétectable de son vivant. Soudain, ils découvrent que Flèche Noire, le chef des Inhumains, était en réalité un Super-Skrull, qui révèle son identité et déclenche une explosion pour détruire les Illuminati et récupérer le cadavre d'Elektra. Namor réussit à tuer le Super-Skrull, mais ils sont immédiatement attaqués par deux autres Super-Krull, qui sont rapidement éliminés par Iron Man. Se méfiant désormais les uns des autres, les Illuminati finissent par se séparer sur les mots de Red Richards : "A qui faire confiance ?". 
La première apparition skrull que l'on peut lier à Secret Invasion remonte au temps où Carol Danvers, qui n'était pas encore Miss Marvel, était responsable de la sécurité à la NASA à Cap Canaveral. En compagnie de Captain Mar-Vell, elle découvre sur le site une sphère d'origine skrull. À son toucher, la sphère enregistre ses caractéristiques biologiques et les transmet à un vaisseau skrull qui a pour objectif de cataloguer autant d'ADN humain que possible, dans le but de réaliser leur "plan". Par la suite, le fils du scientifique skrull responsable de la mission fera partie de la vague de super-skrulls envoyés sur Terre lors de l'invasion.

#### Début de l'attaque
Iron Man a fait appel à deux des esprits les plus brillants de la Terre: le docteur Reed Richards et le docteur Hank Pym/Skrull pour examiner le corps de l'Elektra/Skrull que la Spider-Woman/Skrull lui a apporté. Il savait que ce n'était que le début d'une invasion. Reed réalisa à quel point les Skrulls étaient devenus indétectables et se retourna pour le dire à Hank. Pym a sorti une arme laser et a tiré sur Richards, ce qui l'a éparpillé. Alors que Hank se transformait en Skrull, il dit "Il t'aime quand même".
Pendant ce temps, le Peak, le siège spatial du S.W.O.R.D., a accueilli une réunion entre diverses agences de sécurité mondiales. Lorsque le commandant Dugan/Skrull est arrivé, un vaisseau Skrull est entré dans l'atmosphère terrestre et s'est écrasé en Terre sauvage. 
Iron Man a ordonné aux Avengers de s'assembler, mais seule Spider-Woman/Skrull était actuellement disponible. Elle a contacté les New Avengers et leur a parlé du navire Skrull écrasé.
Les deux équipes Avenger se sont rencontrées en Terre Sauvage près du navire écrasé, chaque camp étant prêt à se battre. Alors que Luke Cage ouvrait le vaisseau Skrull, le S.W.O.R.D. recevait des flux vidéo en direct de l'armure d'Iron Man. Le commandant Dugan/Skrull et Edwin Jarvis/Skrull, le majordome de la tour Avenger, en voyant Cage ouvrir le navire, ont décidé d'agir.
Le commandant Dugan/Skrull a déclenché une explosion qui a détruit le S.W.O.R.D. quartier général, en disant "Il t'aime" juste avant l'explosion. Jarvis/Skrull a téléchargé un virus dans l'ordinateur central de Stark, disant "Il t'aime" provoquant un dysfonctionnement désactivant l'armure d'Iron Man et infectant l'ensemble du réseau informatique Stark avec un virus extraterrestre des satellites aux systèmes de défense. 
Le Raft, la prison à sécurité maximale maximale de Ryker, a perdu de l'énergie, libérant tous les super-villains qui y étaient détenus comme Armadillo, la Réponse, Docteur Fatalis, Mandrill et Shockwave. Des événements similaires se sont produits au Cube, où le directeur Noh-Varr a décidé qu'il était temps de partir. Le quartier général des Thunderbolts, Thunderbolt Mountain, a été simultanément attaqué par Mar-Vell/Skrull lui-même.
Pendant ce temps, au Baxter Building, un Skrull déguisé en touriste s'est transformé en Susan Storm, est entré dans le laboratoire et a ouvert une passerelle vers la zone négative, disant à nouveau "Il t'aime" et créant un vide massif qui a commencé à envahir le bâtiment et ses environs.
En terre sauvage, Iron Man a sombré dans une crise alors que le vaisseau Skrull s'ouvrait, révélant sa cargaison : Beast, Thor, Spider-Man, Phénix, Iron Man, Wonder Man, la sorcière rouge, Susan Storm, Captain America, Wolverine, Mockingbird, Power Man, Hawkeye, Emma Frost et Jewel, affirmant qu'ils étaient revenus sur Terre. "Wolverine", qui a émergé du navire, a demandé aux Avengers rassemblés qui ils étaient exactement.
Malgré l'insistance d'Ares sur le fait que leur confrontation n'était qu'une distraction de la véritable bataille, les héros rassemblés du vaisseau et leurs homologues sur Terre ont commencé à se battre, les deux camps étant convaincus que leurs adversaires étaient les Skrulls. Dans la bataille qui a suivi, le Spider-Man et Hawkeye du vaisseau ont tous deux été tués et redevenus Skrulls.
Alors que Spider-Woman disparaissait dans la jungle et que Ms Marvel de la Terre retournait aux États-Unis, Iron Man de la Terre (toujours atteint du virus Skrull) a commencé à se construire une nouvelle armure à partir de l'épave d'un laboratoire voisin. N'étant pas en mesure de combattre le pouvoir de Sentry, les Skrulls ont décidé que la meilleure façon de traiter avec lui était de faire vivre à Reynolds un épisode psychotique qui l'a sorti de la bataille.
À Manhattan, pendant ce temps, la première vague de troupes de choc Super-Skrull portant les capacités des super-humains de la Terre est arrivée et a affronté les Young Avengers.

#### lignes de front
Pendant ce temps, la Grande-Bretagne a également été attaquée par une armada Skrull et une vague de Super-Skrulls. Les Skrulls s'étaient infiltrés dans les rangs du gouvernement britannique, bien qu'ils aient été dénoncés par John le Skrull (un renégat Skrull fidèle au MI:13 et qui avait pris la forme de John Lennon). La cible des Skrulls était le Siège du Péril. Pour protéger cette source de magie, Captain Britain a attaqué un missile Skrull de front, se sacrifiant.
Athéna a rassemblé tous les dieux de la Terre pour préparer un "God Squad" pour combattre les dieux Skrull. Hercule, Ajak, Harfang, Amatsu-Mikaboshi et Atum ont été choisis comme équipe. Mikaboshi a ensuite demandé à Hercule si les yeux de sa sœur avaient toujours été verts laissant entendre qu'Athéna était un Skrull et essayait de se débarrasser des gros frappeurs.
Pendant ce temps, Spider-Man a confronté Ka-Zar et Shanna, les accusant d'être des Skrulls. Cependant, ils ont été attaqués par le Captain America. Pendant la bataille, les indigènes ont frappé le Captain America du navire avec une fléchette toxique qui l'a fait régresser en Skrull. Ce Skrull a été tué par Shanna. Ils ont fait la même chose pour Spider-Man pour découvrir qu'il n'était pas un Skrull. 
À Times Square, les Young Avengers ont fait de leur mieux pour combattre les forces d'invasion. Vision réalisant que les communications étaient interrompues suggéra que Hulkling étant la royauté Skrull calme la situation mais en vain. Après avoir perdu Wiccan et Hulkling inconscients, le personnel et les stagiaires du Camp Hammond sont arrivés. Cela n'a pas changé le cours de la bataille (après que Stature et Proton aient perdu connaissance et que Vision ait été détruit) jusqu'à l'arrivée de Nick Fury et de ses nouveaux Howling Commandos.
Spider-Woman/Veranke a ensuite attaqué et assommé Echo, confirmant que Jessica Drew avait été remplacée. Après la bagarre, l'imposteur a trouvé Stark encore affaibli et l'a félicité en l'appelant son amant Kr'Ali et en confirmant qu'elle était la reine Skrull.
Lors de la bataille de New York, les Runaways sont revenus de leur voyage en 1907 pour atterrir au milieu du combat. Xavin, le Skrull de l'équipe, a assommé l'équipe et a semblé les trahir. Après avoir réalisé que Hulkling allait être exécuté par les Skrulls, Xavin est intervenu et l'a sauvé.
Le Skrull Khn'nr a combattu et vaincu la plupart des Thunderbolts. Norman Osborn lui a offert une chance de s'expliquer, en lui parlant en privé.
Reed Richards était alors retenu par les forces Skrull en orbite sur un vaisseau de l'armada non identifié, étiré jusqu'à ses limites physiques et entouré d'une foule d'observateurs et de scientifiques Skrull, impuissants contre les menaces et la torture. L'agent Abigail Brand, directrice du S.W.O.R.D. a réussi à percer l'extérieur d'un autre navire et à en faire l'une des salles de contrôle centrales, voyant les images de l'invasion, de la mort et de la destruction que les Skrulls faisaient sur Terre, ainsi que la torture de M. Fantastic. Arrivé sur Terre, Richards a déclenché une arme en Terre Sauvage dévoilant les Skrulls du vaisseau: Thor, Ms Marvel, Wonder Man, Jewel, Oiseau Moqueur, la reine Blanche et Susan Storm qui ont été éliminés.
Au cours de la bataille chaotique de Manhattan, Nick Fury et les nouveaux Howling Commandos ont renversé la tendance; Ms Marvel, après avoir été lourdement battue par un groupe de soldats Skrull, a fini par se lever au milieu de Fury et de son groupe à Times Square alors qu'ils se battaient, choquée par le retour de l'ex-S.H.I.E.L.D. en chef. Ms Marvel a commencé à les aider, mais peu de temps après, elle a été abattue par Fury, qui n'était pas convaincue qu'elle était la vraie Carol Danvers. Fury a ensuite appelé son équipe à battre en retraite afin qu'ils puissent planifier leur prochain mouvement.

### Dénouement et conséquence
La reine Veranke est arrivée au Camp Hammond tandis que les Avengers se dirigeaient vers New York pour le trouver en train de brûler. Le Hood et son syndicat de criminels ont finalement décidé d'aider. Thor a fait connaître sa présence et a rencontré le nouveau Captain America. Les New Avengers, Mighty Avengers, Nick Fury et ses commandos, les Young Avengers, l'Initiative, l'équipe du Hood, Thor, le nouveau Captain America, Howard the Duck et les Thunderbolts ont été réunis. La reine Veranke a révélé qu'"eIle" était leur Dieu, et que c'était une guerre totale entre les Skrulls et les super-humains de la Terre. 
Malgré le grand nombre de super-humains impliqués dans le combat, brièvement réunis à nouveau dans un seul but, la bataille était toujours bloquée, jusqu'à ce que l'Observateur Uatu apparaisse, signalant qu'un événement d'importance cosmique se déroulait, et le la résolution des obstacles était proche. La présence de Noh-Varr, revendiquant sa victoire au nom de Mar-Vell et des Kree, a suffi à redonner aux héros rassemblés leur détermination. Clint Barton a tué plusieurs Super-Skrulls avant de frapper d'un tir la reine Veranke. Criti Noll a activé le nouveau sérum de croissance dans la guêpe, la transformant en un piège explosif. 
Alors que la guêpe explosait, Thor a pu minimiser les dégâts en retournant l'énergie produite sur elle-même; promettant de la venger. La reine Veranke s'est révélée vivante et alors que les héros allaient l'attaquer, Norman Osborn lui a fait sauter la tête. Cet événement a fait le tour du monde. Tous les super-humains avec le pouvoir de voler ont sorti ce qui restait de l'armada Skrull et Tony Stark, avec une version antérieure de son armure, a trouvé le vaisseau contenant les héros et les humains qui avaient été remplacés. Il a été établi plus tard que les Skrulls avaient besoin des personnes enlevées d'origine parce qu'elles étaient la source originale des déguisements génétiques des Skrulls. Parmi les personnes présentes à bord se trouvaient les véritables Elektra, Spider-Woman, Dum Dum Dugan, Valentina Allegra de Fontaine, Henry Pym, plusieurs agents du S.H.I.E.L.D. et Hydra et Mockingbird. Iron Man a rejoint Thor et Captain America, seulement pour constater que le ressentiment profond des conflits précédents était toujours inhérent; le blâme pour l'invasion a été placé carrément sur les épaules de Tony Stark. Un Skrull a révélé à Hulkling, Wiccan et Hawkeye que prendre le contrôle de la Terre était la dernière chance qu'ils avaient depuis que toutes leurs planètes avaient été détruites. Par ordre du président, S.H.I.E.L.D. a été arrêté, y compris tous les technologies Stark, et a été remplacé par l'Initiative Thunderbolts sous le commandement de Norman Osborn. Pendant ce temps, les Skrull-Jarvis ont disparu avec Luke Cage et la fille de Jessica Jones, laissant Jessica désespérée. À la fin, la Cabale (les Dark Illuminati) s'est réunie, composée de Norman Osborn, du docteur Fatalis, de la version féminine de Loki, d'Emma Frost, de Namor et du Hood.

## Adaptation dans d'autres medias

### Télévision
- 2010-2012 : Avengers : L'équipe des super-héros (série d'animation): Nous voyons le premier skrulls dans la saison 1 épisode "Nom de code: Veuve noir(en Vf)" celle-ci avait pris l'apparence de La Vipère alias Madame Hydra. Dans la saison 2: On apprend que ça fait plus d'un an que les Skrulls sont sur terre après que leur planète ait été détruites par Galactus. Ils commencent leur invasion par la capture de Captain America  qui le remplaça par un des leurs, dont sa mission était de diviser les Vengeurs. Nick Fury fut le premier à le découvrir et forma une petite équipe composée de Quake, l'Oiseau Moqueur et Veuve noire, après il informa Maria Hill et Tony Stark. Découvrant ce qui se passe, Iron man informa les Vengeurs et quitta l'équipe tout comme Panthère noire et Miss Marvel Carol Danvers.

Après que Captain América(le Skrulls) donna Hulk au Général Ross dans l'épisode "L'enfer Rouge" les Skrulls commencèrent leur invasion. Tout d'abord ils bernèrent Miss Marvel en se faisant passer pour les Avengers et attaqua le Wakanda mais furent arrêtés par les vrais Avengers. Puis Ils commencèrent l'invasion dans le monde entier, pour commencer une Skrulls qui se faisant passer pour La femme Invisible envoya les Quatre Fantastiques dans une autre dimension ensuite tous les Métamorphes infiltrés sur terre montrèrent leurs vrais visages et prirent le contrôle du SHIELD  et de l'A.I.M. Contre ça les Avengers s'unissent pour combattre les Skrulls  qui attaqua la maison Blanche où se trouvait le Skrulls qui se faisait passer pour Captain América et leur reine. Le vrai réussit à s'évader avec d'autres prisonniers Skrulls  et retourna sur terre pour combattre l'imposteur. Ils finissent par vaincre les Skrulls et a les mettre tous en prison.
2023 : Secret Invasion : Nick Fury apprend l'existence d'une invasion clandestine de la Terre par une faction de Skrulls, des extraterrestres métamorphes. Il interrompt alors sa mission spatiale pour rejoindre ses alliés, dont Maria Hill et le Skrull Talos, qui a fait sa vie sur Terre. Ensemble, ils s'engagent dans une course contre la montre pour contrecarrer l'invasion Skrull imminente et sauver l'humanité.